# Gobiodon reticulatus
Gobiodon reticulatus är en fiskart som beskrevs av Playfair, 1867. Gobiodon reticulatus ingår i släktet Gobiodon och familjen smörbultsfiskar. Inga underarter finns listade i Catalogue of Life.